# Wilhelmine Reichard
Johanne Wilhelmine Siegmundine Reichard née Schmidt le 2 avril 1788 à Brunswick (Principauté de Brunswick-Wolfenbüttel) et morte le 22 février 1848 à Freital (Royaume de Saxe), est une aéronaute brunswickoise.

## Biographie
Reichard est la fille d'un échanson du Duché de Brunswick-Lunebourg. Elle épouse le chimiste et physicien Johann Gottfried Reichard en 1807, et leur premier enfant né la même année. La famille s'installe à Berlin en 1810. Cette même année, Johann Gottfried Reichard fait son premier vol en ballon à gaz auto-construit à partir de Berlin, faisant de lui le deuxième homme à voler dans un ballon à gaz en Allemagne,.
Le 16 avril 1811 Wilhemine Reichard fait son premier vol en solo, à partir de Berlin. Elle atteint une hauteur de plus de 5 000 m et a atterri en toute sécurité à Genshagen à 33,5 km de son point de départ. Ce n'est pas le premier vol en solo par une femme en Allemagne, la Française Sophie Blanchard avait déjà fait un vol en septembre 1810, partant de Francfort. Reichard, lors de son troisième vol en 1811, atteint une hauteur de près 7 800 m. En raison de l'altitude, elle perd connaissance et son ballon s'écrase dans une forêt ; gravement blessée, elle est sauvée par les agriculteurs locaux.
Après quelques difficultés au cours des guerres napoléoniennes, son mari veut acheter une usine de produits chimiques à Döhlen. Pour récolter de l'argent, Wilhemine Reichard effectue plusieurs vols. Son premier vol après l'accident de 1811, a lieu en octobre 1816. Un autre vol a lieu pendant le Congrès d'Aix-la-Chapelle en 1818. Des vols à Prague et à Vienne ont également fait son succès en Autriche-Hongrie. Son dernier vol a lieu en octobre 1820, à partir de Munich à lors de l'Oktoberfest, qui a eu lieu le 10e anniversaire de la première Oktoberfest. En 1821, l'usine de produits chimiques a commencé à tourner.
Son mari effectue des vols en montgolfière jusqu'en 1835. Il meurt en 1844, et elle gère la fabrique de produits chimiques jusqu'à son propre décès en 1848,.